# Theatermuseum (Athen)
Das Theatermuseum (griechisch Θεατρικό Μουσείο) ist ein Museum in Athen, das der Geschichte des griechischen Theaters gewidmet ist. Zusammen mit dem daran angeschlossenen Griechischen Zentrum für Theaterforschung (Κέντρο Μελέτης και Έρευνας του Ελληνικού Θεάτρου) bildet es die wichtigste außeruniversitäre Forschungseinrichtung für Theaterwissenschaft in Griechenland.

## Geschichte
Das Museum wurde 1938 von der Vereinigung Griechischer Theaterautoren gegründet, deren Vorsitzender der Autor Theodoros Synadinos war. Der erste Direktor des Museums wurde der Theaterhistoriker Giannis Sideris. Ziel war es, die Geschichte des griechischen Theaters anschaulich zu präsentieren und zu einer internationalen Vernetzung griechischer Theaterforscher beizutragen.
Wenig später wurde eine Theaterbibliothek ins Leben gerufen, die Bücher und Manuskripte von Theaterstücken, Programmhefte, Zeitungsberichte und Theaterkritiken sowie internationale theaterwissenschaftliche Literatur beherbergt. Seit 1991 pflegen das Forschungszentrum und die Bibliothek eine digitale Datenbank, die den Zugang zu ihrem Material erleichtern soll.
Seit 1993 vergibt die Gesellschaft alle zwei Jahre einen Theaterpreis für besondere Verdienste um das griechische Theater an Darsteller, Theaterautoren sowie Preise für Regie, Kostüm- und Bühnenbild, Bühnenmusik, Choreographie und die Übersetzung von Theaterstücken ins Griechische.
Das Theatermuseum befindet sich heute im Erdgeschoss des Kulturzentrums der Stadt Athen in der Akadimias-Straße 50. Die Theaterbibliothek befindet sich in der Karamanlaki-Straße 7.

## Ausstellung
Zur Sammlung des Theatermuseums gehören Bühnenmodelle und Kulissenentwürfe, Kostüme, Masken und Requisiten, Schattenspielpuppen, Theaterplakate und Foto-, Video- und Tonaufnahmen von Theateraufführungen in Griechenland und Aufführungen griechischer Werke im Ausland. Die Ausstellung zeigt außerdem Rekonstruktionen der Garderobenräume berühmter griechischer Persönlichkeiten aus Theater und Oper wie Melina Mercouri und Maria Callas. Der Schwerpunkt der Ausstellung ist das griechische Theater des 19. und 20. Jahrhunderts und die moderne Rezeption des antiken Theaters.
Das Theatermuseum bietet ein kostenloses Führungsprogramm für Kinder und Erwachsene an.